# Алексей Кулаковский (буксир)
«Алексей Кулаковский» — большой линейный буксир класса «река-море» с усиленным ледовым корпусом, проекта 07521, выпущенный Пермским судостроительным заводом «Кама» в 1992 году.

## Гибель судна
Буксир «Алексей Кулаковский», на борту которого находились 14 моряков, затонул ночью 27 августа 2010 года в море Лаптевых, в 20 милях от берега, на глубине 20 метров. Кораблекрушение произошло при волнении моря в 2,5 метра, западном ветре в 20 метров в секунду.

### Хроника происшествия
Из 14 членов экипажа семеро были курсантами речных училищ из Новосибирска и Благовещенска.
26 августа 2010 года.
- 14:00 Принят SOS с частного рыболовного траулера ТБ-0012 (судовладелец ООО «Русский транзит»).
- 14:15 На помощь отправлены танкер «Ленанефть-2064» и морской буксир «Алексей Кулаковский».
- 22:00 К траулеру подошел танкер «Ленанефть-2064» и оказал помощь морякам.
- 23:45 К месту бедствия подошел буксир «Алексей Кулаковский».

27 августа 2010 года.
- 00:00 Стемнело, решено взять траулер на буксир утром.
- 02:30 По спутниковому телефону позвонили с траулера и сообщили, что «Алексей Кулаковский» обесточился и дрейфует с сильным креном на левый борт, связь отсутствует.
- 03:10 «Алексей Кулаковский» лег на бок.
- 03:18 Буксир затонул.
- 03:20 На борт «Ленанефть» подняли 3 живых членов экипажа: капитана, одетого в гидрокостюм, и двух курсантов. На одном из них был спасательный жилет, на втором был спасательный круг[2].

| Фамилия, Имя      | Возраст |                                         |
| ----------------- | ------- | --------------------------------------- |
| Анатолий Соловьев | 30 лет  | капитан судна                           |
| Александр Фирсов  | 19 лет  | курсант Благовещенского речного училища |
| Евгений Прошин    | 20 лет  | курсант Новосибирского речного училища  |

- 12:00 С воздуха был обнаружен спасательный плот. При осмотре людей на нём не оказалось.
- 13:06 Экипаж танкера «Ленанефть-2064» обнаружил тела двух пропавших моряков.
- 14:52 Спасатели нашли тела ещё двух моряков с затонувшего буксира.
- 16:35 Спасатели нашли тело ещё одного моряка[3].

К операции по поиску моряков, по данным Дальневосточного регионального центра МЧС России, были привлечены 93 человека и 10 единиц техники, из них от МЧС России — 40 человек и 5 единиц техники. Район поисков с воздуха обследовали два вертолета Ми-8, на борту которых — спасатели и врачи, также в районе поиска находился танкер «Ленанефть-2064». В район поисков также проследовали ледокол «Капитан Бабичев» и гидрографическое судно «Николай Евгенов». Траулер ТБ-0012, на помощь которому спешил «Алексей Кулаковский», самостоятельно устранил поломку и покинул акваторию проведения спасательной операции.

### Погодные условия в районе поисковой операции
Ветер юго-западный 40—45 метров в секунду, без осадков, температура воздуха — +12…+14 °С, температура воды — +4 °С, высота волн — 5 метров.

## Последствия
В результате аварии погибли 11 человек, трое моряков спасены.
Следственным комитетом при прокуратуре (СКП) РФ возбуждено уголовное дело по части 3 статьи 263 УК РФ (нарушение правил безопасности движения и эксплуатации морского транспорта, повлекшее по неосторожности смерть двух и более лиц).
28 августа 2010 года в Якутск для расследования обстоятельств гибели буксира «Алексей Кулаковский» прибыла комиссия Ространснадзора во главе с замруководителя службы Владимиром Поповым.
Комиссия Ространснадзора в результате расследования установила, что буксир «Алексей Кулаковский» находился в технически неисправном и немореходном состоянии, в связи с имеющимися недостатками в комплектовании экипажа судна и неисправностями, влияющими на мореходность судна — так говорится в сообщении ведомства. Комиссия выяснила, что в главной палубе был сделан несанкционированный технологический вырез, а в правом борту обнаружены пробоины. Все это нарушало водонепроницаемость корпуса «Алексея Кулаковского». Кроме того, как сообщил Ространснадзор, буксир нарушил установленный в классификационном свидетельстве Российского речного регистра район плавания для этого типа судна. Причиной гибели корабля признаны также «неудовлетворительная организация по борьбе за живучесть судна и некомпетентность капитана»: семь человек на борту судна были учащимися средних и высших учебных заведений. Кроме того, сам капитан Соловьёв не имел надлежащего морского диплома.
27 августа 2010 года обнаружены и подняты из воды тела пятерых моряков. Поиски остальных пропавших без вести шести членов экипажа были продолжены.
10 октября 2010 года завершено водолазное обследование буксира. Буксир лежит на глубине 22 метра на ровном киле. Дно — илистое, на линзе многолетнемёрзлых пород. Обследование проводилось с борта ледокола «Капитан Бородкин».